# Thomas Fröhlich (Sinologe)
Thomas Fröhlich (* 28. September 1966 in Zürich) ist ein Schweizer Sinologe.

## Leben
Thomas Fröhlich studierte von 1988 bis 1994 an der Universität Zürich und an der Fu-Jen-Universität Sinologie (Hauptfach), Politische Wissenschaft (1. Nebenfach) sowie Völkerrecht (2. Nebenfach) und schloss mit dem Licentiatus Philosophiae ab. Nach der Promotion 1999 im Fach Sinologie an der Universität Hamburg war er von 2000 bis 2004 Dozent an der Kulturwissenschaftlichen Abteilung, Universität St. Gallen (jeweils im Wintersemester). Von 1998 bis 2004 war er wissenschaftlicher Assistent am Ostasiatischen Seminar der Universität Zürich, Abteilung Sinologie. Nach der Habilitation 2003 im Fach Sinologie in Hamburg lehrte er von 2004 bis 2017 als Professor für Sinologie an der Universität Erlangen-Nürnberg. Seit 2017 ist er Professor für Sinologie an der Universität Hamburg.
Seine Forschungsschwerpunkte sind Ideengeschichte und Philosophie des neuzeitlichen und modernen China und Taiwan, moderner Konfuzianismus, Politisches Denken in der Republikzeit, Fortschrittskonzeptionen in der ersten Hälfte des 20. Jh., Exilerfahrungen chinesischer Intellektueller und Antikolonialismus in Taiwan.

## Schriften (Auswahl)
- Staatsdenken im China der Republikzeit (1912–1949). Die Instrumentalisierung philosophischer Ideen bei chinesischen Intellektuellen. Frankfurt am Main 2000, ISBN 3-593-36635-5.
- als Herausgeber mit Yishan Liu: Taiwans unvergänglicher Antikolonialismus. Jiang Weishui und der Widerstand gegen die japanische Kolonialherrschaft. Mit einer Übersetzung von Schriften Jiang Weishuis aus dem Chinesischen und Japanischen. Bielefeld 2011, ISBN 3-8376-1018-7.
- In Erwartung der Bürger. Antizipatorische Bürgerbegriffe im modernen China. Halle an der Saale 2016, ISBN 3-86829-860-6.
- Tang Junyi. Confucian philosophy and the challenge of modernity. Leiden 2017, ISBN 978-90-04-33014-6.